# Mondragón (súng trường)
Súng trường Mondragón là loại súng trường bán tự động đầu tiên trên thế giới do tướng Manuel Mondragón của México thiết kế.
Mondragón đã bắt tay vào việc thiết kế năm 1882 và công bố bản thiết kế năm 1887. Loại súng này sử dụng hệ thống nạp đạn bằng khí nén với các xi lanh và bít ton một hệ thống rất lạ thời đó nhưng phổ biến sau này, khóa nòng xoay, khóa viên đạn cố định tại vị trí bởi các móc theo hình xoắn ốc trong khoang chứa đạn, nó cũng có thể lên đạn bằng tay với việc kéo bolt như các loại súng trường khác khi cần. Ông đã thử nghiệm với các loại đạn 5.2x68mm. Nhưng năm 1900 quân đội Mexico đã quyết định chọn loại đạn 7x57mm Mauser là loại đạn tiêu chuẩn của mình nên loại súng này cũng đã thay đổi loại đạn sử dụng và sử dụng hộp đạn 8 viên. Phiên bản LMG được thử nghiệm với hộp đạn 20 viên với chân chống chữ V để tăng độ chính xác, nó cũng từng thử để trở thành súng trường tấn công nhưng độ chính xác bị tụt xuống nghiêm trọng do độ giật quá cao nên nó không thể sử dụng. Phiên bản LMG năm 1910 sử dụng trong quân đội Mexico thường sử dụng hộp đạn tròn 100 viên.

## Sử dụng và tính năng
Mondragón được biết đến với sức mạnh tiêu diệt mục tiêu nhưng đồng thời cũng có độ giật rất cao và độ chính xác kém khi bắn ở chế độ tự động. Mondragón có phiên bản LMG sử dụng hộp đạn 100 viên. Vì lý do này mà quân đội Mexico đã phiên bản súng máy của Mondragón cho đến năm 1943 khi nó bị thay thế bởi khẩu Mendoza M-1943. Phiên bản súng trường đầu tiên có rắc rối khi chiến đấu trong môi trường lầy lội và ẩm ướt, quân đội Đức sử dụng súng trường Mondragón ở Tây Âu gặp nhiều khó khăn khi nó luôn kẹt đạn trong khi sử dụng dưới chiến hào. Mặc dù chúng không hoạt động tốt trong môi trường bùn đất và bụi bẩn tại châu Âu thì chúng cũng chứng minh hiệu quả của mình ở vùng khí hậu nóng và khô cằn như vùng tại phía Bắc Mexico. Mondragón hoạt động rất tốt trong môi trường nhiều gió bụi và khô cằn, điều này có nghĩa nó không gặp vấn đề với bụi đất khi chúng xâm nhập vào bên trong mà là rắc rối lớn khi gặp vấn đề độ ẩm. Vấn đề này đã được giải quyết trong phiên bản năm 1908 với việc nâng cấp một chút cơ chế hoạt động và nòng súng.

## Sản xuất
Vì cuộc cách mạng Mexico nền có rất ít nhà máy có thể chế tạo hàng loạt được cũng như các nhà máy này không thể đóng cửa để thực hiện việc chuyển đổi sản xuất vốn rất mất thời gian cho loại súng trường mới. Mondragón đã cố gắng thu hút sự quan tâm của các công ty Hoa Kỳ nhưng không thành công vì họ nghĩ súng trường bán tự động là không thực tế và không thể sản xuất với số lượng mà Mexico muốn. Ông đã chuyển sang đặt hàng tại Schweizerische Industrie Gesellschaft nằm ở Neuhausen am Rheinfall khi họ đồng ý chế tạo loại súng này. Năm 1901 lô súng đầu tiên đã chở về Mexico có tên Fusil Mondragón Modelo 1900 với hộp đạn 8 viên. Trong năm 1908, trong cuộc cách mạng Mexico một phiên bản được sản xuất hoàn toàn tại Mexico có tên Fusil Porfirio Diaz Sistema Mondragón Modelo 1908 đã được cấp cho quân đội Mexico nhưng với hộp đạn 20 viên. Năm 1910 các nhà máy đã hoàn thành việc xây dựng tại Veracruz, Ciudad Juárez, Guanajuato, Guadalajara và Mexico City để chế tạo loại súng này nơi chúng được sản xuất cho đến năm 1943.

## Chiến tranh thế giới thứ nhất
Khi chiến tranh thế giới thứ nhất bùng nổ, Đức đã mua các lô súng mà Schweizerische Industrie Gesellschaft không thể chuyển giao cho Mexico và phâ phát cho bộ binh nơi mà nó liên tục bị kẹt đạn do bùn đất và độ ẩm. Sau đó khi nhận ra đây là một loại vũ khí tự động tiềm năng nhưng chưa đủ mạnh Đức đã ra lệnh thu hồi toàn bộ số súng sau đó chỉnh sửa lại với một hộp đạn trụ đạn xếp theo hình xoắn ốc 30 viên và tái cấp phát cho các phi đội với tên Fliegerselbstlader Karabiner 1915 để đợi cho đến khi các khẩu súng máy được sản xuất đầy đủ.

## Xuất khẩu
Vào đầu những năm 1930, chính phủ Mexico thấy rằng họ có thể kiếm lợi tức khi bán vũ khí ra nước ngoài. Vào thời điểm đó Mondragón vẫn được coi là một vũ khí khá tiên tiến với đối thủ duy nhất là khẩu M1918 Browning. Nó đã được bán cho nhiều nước đồng minh của Mexico như Chile, Brasil, Peru và Trung Hoa Dân Quốc. Cộng hòa Weimar sau đó thành Đức quốc xã đã mua bản quyền chế tạo loại súng này cùng Áo và Nhật Bản. Nó cũng được sản xuất để sử dụng trong chiến tranh thế giới thứ hai.

## Các nước sử dụng
- Mexico
- Brazil
- Cộng hòa Weimar
- Chile
- Chính phủ Vichy
- Đế chế Đức
- Đế quốc Nhật Bản
- Đức Quốc xã
- Đế quốc Áo-Hung
- Liên Xô
- Peru
- Philippines
- Trung Hoa Dân Quốc
- Việt Nam Dân chủ Cộng hòa
- Cộng hòa Miền Nam Việt Nam
- Việt Nam